# Cheetah-licious Christmas
Cheetah-licious Christmas é um álbum natalino das The Cheetah Girls. É também o primeiro álbum que as meninas lançaram como um grupo musical oficial, no entanto a integrante do grupo Adrienne Bailon afirmou mais tarde que o álbum não serve como álbum oficial de estréia do grupo. Foi lançado pela Walt Disney Records em 11 de Outubro de 2005. O álbum apresenta oito canções clássicas de Natal, também cinco canções originais. O álbum chegou ao #74 nas paradas da Billboard. 

## Faixas
1. "Five More Days 'Til Christmas" (Música Inédita)
2. "Santa Claus Is Coming to Town"
3. "Perfect Christmas"
4. "Cheetah-Licious Christmas" (Música Inédita)
5. "Marshmallow World"
6. "Christmas in California"
7. "No Ordinary Christmas" (Música Inédita)
8. "All I Want for Christmas Is You"
9. "This Christmas"
10. "I Saw Mommy Kissing Santa Claus"
11. "The Simple Things" (Música Inédita)
12. "Last Christmas"
13. "Feliz Navidad"

## Charts
| Chart                | Position | Sales   |
| -------------------- | -------- | ------- |
| U.S. Billboard 200   | #74      | 380.000 |
| U.S. Holiday Albums  | #1       | -       |
| U.S. Top Kid Audio   | #1       | -       |
| U.S. Top Heatseekers | #4       | -       |